# Płetwonurek Nocny (PNO)
Płetwonurek nocny KDP/CMAS (PNO) – szkolenie specjalistyczne KDP/CMAS pionu rekreacyjnego. Uczestnik kursu zdobywa wiedzę teoretyczną i umiejętności praktyczne umożliwiające wykonywanie, w charakterze partnera nurkowego, bezpiecznych nurkowań rekreacyjnych w nocy i w warunkach ograniczonej widoczności (bez dostępu światła dziennego), prawidłowego posługiwania się latarką (etykieta nurkowań), komunikacji w zespole przy użyciu światła. Zdobyte umiejętności przydają się nie tylko na akcjach nocnych ale także podczas nurkowań głębokich czy w przestrzeniach zamkniętych (wraki, jaskinie itp.).

## Warunki udziału w kursie
- ukończone 14 lat
- posiadanie stopnia Płetwonurka KDP/CMAS * (P1) lub stopnia innej organizacji, uprawniającego do nurkowania na głębokość min. 18 m
- zgoda rodziców lub opiekunów prawnych w przypadku osób niepełnoletnich na odbycie kursu
- orzeczenie lekarza o niestwierdzeniu przeciwwskazań zdrowotnych do uprawiania płetwonurkowania (wydane nie wcześniej niż 1 rok przed datą rozpoczęcia kursu) lub oświadczenie dotyczące stanu zdrowia (tylko dla osób pełnoletnich)
- posiadanie ubezpieczenie NNW

## Przebieg szkolenia
- zajęcia teoretyczne (5 godzin) oraz zajęcia praktyczne (3 godziny) należy przeprowadzić w ciągu minimum 1 dnia szkoleniowego
- minimum 2 nurkowania w wodach otwartych w zakresie głębokości odpowiednich do posiadanych uprawnień o łącznym czasie pobytu pod wodą minimum 40 minut
- maksymalny okres realizacji programu – nie dłuższy niż 2 miesiące

## Kadra kursu
- instruktor Nurkowania Nocnego KDP/CMAS (MNO)
- maksymalna liczba kursantów na 1 instruktora dla zajęć pod wodą: 3

## Uprawnienia
- są ważne w Polsce i na całym świecie
- są potwierdzone międzynarodowym certyfikatem
- szkolenie wymagane przed przystąpieniem do kursu Płetwonurek Eksplorator (PE)